# Carlos Astrada
Carlos Astrada (Córdoba, 26 de febrero de 1894-Buenos Aires, 23 de diciembre de 1970) fue un filósofo argentino.
Realizó sus estudios secundarios en el Colegio Nacional del Monserrat de Córdoba y sus estudios universitarios de Derecho en la Universidad Nacional de Córdoba. Fue director de la revista cultural "Revista Clarín" durante el primer año de su edición. En 1927, con el ensayo "El problema epistemológico de la Filosofía", Astrada ganó una beca a Alemania. Estudió en las universidades de Colonia, Bonn y Friburgo, con Max Scheler, Edmund Husserl, Martin Heidegger y Oskar Becker durante sus cuatro años allí.
Cuando regresó a la Argentina, Astrada fue designado como jefe de Publicaciones y Conferencias en el Instituto Social de la Universidad Nacional del Litoral (1933-1934). Allí comenzó una carrera extensa en distintas funciones académicas del país: fue profesor adjunto de Historia de la Filosofía Moderna y Contemporánea en la Facultad de Filosofía y Letras de la Universidad de Buenos Aires (1936-1947), Profesor de Ética en la Facultad de Ciencias y Humanidades en la Educación en la Universidad de La Plata en La Plata (1937-1947), profesor de Filosofía en el Colegio Nacional de Buenos Aires (1939-1949), profesor de nomología y metafísica en la Facultad de Filosofía y Letras en la Universidad de Buenos Aires (1947-1956), Director del Instituto de Filosofía en la Universidad de Buenos Aires (1948-1956), etcétera. Carlos Astrada, en período 1946-1955 se dedica exclusivamente a la docencia universitaria, hasta fue cesanteado con el derrocamiento de Perón y la instalación de la dictadura autodenominada Revolución Libertadora. Con respecto a su relación con el peronismo lo definió como un "movimiento político al que -como buen dialéctico- reconoció y criticó simultáneamente".
Desde entonces se dedicó de lleno al estudio de la filosofía marxista. En 1956 publicó Hegel y la dialéctica que en razón de su crítica a la teoría del reflejo originó una polémica pública con Ernesto Giúdice del PCA. En 1956 viajó a Moscú, donde dio una serie de conferencias y polemizó con filósofos de la Academia de Ciencias a quienes acusó de abandonar a Hegel y, por tanto, a la dialéctica. Siguió a la República Democrática Alemana donde se entrevistó con Ernst Bloch. En su viaje de regreso se produjo la intervención soviética en Hungría que terminó de decepcionarlo del llamado socialismo real. En 1957 publicó El marxismo y las escatologías y al año siguiente Marx y Hegel. Trabajo y alienación en la Fenomenología y en los Manuscritos.

## Obra
- “Heidegger y Marx”. En Cursos y Conferencias, año II número 10, abril de 1933
- El juego existencial. Buenos Aires: Babel, 1933
- Goethe y el panteísmo spinoziano. Universidad Nacional del Litoral, 1933
- Idealismo fenomenológico y metafísica existencial. Instituto de Filosofía, Universidad de Buenos Aires, 1936
- La ética formal y los valores. Universidad Nacional de La Plata, 1938
- El juego metafísico. Buenos Aires: El Ateneo, 1942
- Temporalidad. Buenos Aires: Cultura Viva, 1943
- Nietzsche, profeta de una edad trágica. Buenos Aires: Editorial La Universidad, 1945. Segunda edición, Nietzsche y la crisis del irracionalismo. Buenos Aires: Dédalo, 1961
- Sociología de la guerra y filosofía de la paz. Instituto de Filosofía, 1946, Coni, 1948
- “Surge el hombre argentino con fisonomía propia”. En Argentina en marcha, Buenos Aires, 1947
- El mito gaucho. Buenos Aires: Ediciones Cruz del Sur, 1948; 2ª edic. 1964
- Ser, Humanismo, existencialismo. Buenos Aires: Kairós, 1949
- “El existencialismo, filosofía de nuestro tiempo”. Mendoza: Actas del Primer Congreso Nacional de Filosofía, 1950, UNC, tomo I
- “Metafísica de la infinitud como resultado de la ilusión trascendental”; “Relación del ser con la ec-sistencia”. Mendoza: Actas del Primer Congreso Nacional de Filosofía, 1950, UNC, tomo II
- Destino de la libertad. Para un humanismo autista. Buenos Aires: Kairós, 1951
- El aporte del romanticismo al proceso cultural del país. Esteban Echeverría y los principios programáticos para una cultura nacional. Buenos Aires: Ministerio de Educación, Cuadernos de Extensión Cultural, 1952
- La revolución existencialista. La Plata: Nuevo Destino, 1952
- Hegel y la dialéctica. Buenos Aires: Kairós, 1956
- El marxismo y las escatologías. Buenos Aires: Procyon, 1957; Juárez Editor, 1969
- Marx y Hegel. Trabajo y alienación en la Fenomenología y en los Manuscritos. Buenos Aires: siglo XX, 1958. Reedic. Trabajo y Alienación. Buenos Aires: siglo XX, 1965
- Humanismo y dialéctica de la libertad. Buenos Aires: Dédalo, 1960
- “Filosofía de la existencia y antropología filosófica”. En Virasoro, M. A., Astrada, C., Agoglia, R. H., edit., Bahía Blanca: Universidad Nacional del Sur, 1960
- Dialéctica y positivismo lógico. Universidad Nacional de Tucumán, 1961; Devenir, 1964
- La doble faz de la dialéctica. Buenos Aires: Devenir, 1962
- Tierra y figura. Buenos Aires: Ameghino, 1963
- Ensayos filosóficos. Bahía Blanca: Universidad Nacional del Sur, 1963
- “La dialectización de las figuras en la Fenomenología del Espíritu”, en VV.AA. Valoración de la fenomenología del espíritu, Buenos Aires: Devenir, sin fecha
- Humanismo y alienación. Buenos Aires: Devenir, 1964
- Fenomenología y praxis. Buenos Aires: siglo XX, 1967
- La génesis de la dialéctica. Buenos Aires: Juárez, 1968
- Dialéctica e historia. Buenos Aires: Juárez, 1969
- Heidegger, de la analítica ontológica a la dimensión dialéctica. Buenos Aires: Juárez, 1970